# 上田穣
上田 穣（うえた じょう、1892年2月6日 - 1976年11月13日）は日本の天文学者。京都大学名誉教授。

## 生涯
徳島県出身。1916年東京帝国大学理科大学星学科卒業、水沢緯度観測所の技師となる。1929年に理学博士号を取得し、1931年に京都帝国大学理学部教授となる。京大時代は理学部宇宙物理学教室の創設者・新城新蔵に師事し、花山天文台長や生駒山太陽観測所長を務めた。1955年に京大を定年退官し名誉教授となる。退官後は京都女子大学教授、生駒山天文博物館長、日本暦法協会長を務めた。
上田の弟子には古川麒一郎がいる。長男は物理学者の上田正康。
上田の名は1953年10月11日に三谷哲康によって発見された小惑星に名付けられている。上田の名が付けられた小惑星については(1619) Uetaを参照。

## 著書
- 『石氏星経の研究』東洋文庫〈東洋文庫論叢 第12〉、1930年。
- 『病床に在る友へ』岩岡書店、1934年。
- 『東京帝室博物館所蔵の天球儀に就て 附・帝室博物館及び足利学校の天球儀の関係に就いて 足利学校保存の天球儀に就いて』上田穣、1935年。
- 『日食の話』朝日新聞社〈朝日科学新輯 4〉、1943年。
- 『日食敍説』富書店、1948年。
- 『天体観測法』恒星社厚生閣、1949年。
- 『京大理理学講座・暦法改法革の諸問題』創元社、1974年。